# پنگوئن‌های بی‌بال
پنگوئن‌های بی‌بال (نام علمی: Aptenodytes) سرده‌ای از پنگوئن‌ها است که دربرگیرنده دو گونه پنگوئن امپراتور و شاه‌پنگوئن است. این سرده در گذشته دارای سه گونه بود که با منقرض شدن پنگوئن ریجن (Aptenodytes ridgeni) در پلیوسن آغازین یا پسین به تنها دو گونه کاهش یافت.
نام علمی این سرده، Aptenodytes، بر گرفته از سه بخش a به معنای «بدون»، pteno از واژه یونانی πτηνο به معنای «بال» و «پر»، و dytes (یونانی باستان: δυτης) به معنای «شیرجه‌زن» و «غواص» است. این پنگوئن‌ها را به دلیل جثه به نسبت بزرگترشان، پنگوئن‌های بزرگ نیز می‌خوانند.

## رده‌بندی
- پنگوئن امپراتور، Aptenodytes patagonicus
- شاه‌پنگوئن، Aptenodytes forsteri

داده‌های ریخت‌شناسانه و مولکولی نشان داده‌اند که نیای پنگوئن‌های بی‌بال پیش از نیای مشترک بقیه پنگوئن‌ها می‌زیسته‌است یعنی مسیر فرگشت این گروه از پنگوئن‌ها پیش از پیدایش نیای مشترک بقیه پنگوئن‌ها از آن‌ها جدا شده‌است. شواهد دی‌ان‌ای نشان از آن دارند که این جدایی فرگشت در ۴۰ میلیون سال پیش پدید آمد.
بررسی‌های رفتارشناسانه پنگوئن‌ها نیز در گذشته به نتیجه مشابهی رسیده بودند.